# 295

## Decese
- 12 martie: Maximilian (martir) martir creștin (n. 274)
- dată necunoscută: Mociu din Amfipol  (n. ?)